# James Oswald (escritor)
James Oswald  é um escritor e agricultor escocês que escreveu o Inspetor McLean e (com pseudónimo JD Oswald ) a série de livros The Ballad of Sir Benfro .
Inicialmente auto-publicou os seus livros, mas agora é publicado pela Penguin. Desde 2018, ele foi publicado pela Wildfire, uma marca da Headline, onde continuou a série de crime Inspector McLean e introduziu uma nova personagem da série, Constance Fairchild.

## Série Inspetor McLean
| Número | Título                   |
| ------ | ------------------------ |
| 1      | Causas naturais          |
| 2      | O Livro das Almas        |
| 3      | A Canção do Carrasco     |
| 4      | Ossos dos homens mortos  |
| 5      | Oração Pelos Mortos      |
| 6      | O dano causado           |
| 7      | Escrito em ossos         |
| 8      | A escuridão do encontro  |
| 9      | Frio como o túmulo       |
| 10     | Enterre-os profundamente |

## Série Constance Fairchild
| Número | Título                |
| ------ | --------------------- |
| 1      | Sem tempo para chorar |
| 2      | Nada a esconder       |

## A balada da série Sir Benfro
| Número | Título               |
| ------ | -------------------- |
| 1      | Andarilho dos Sonhos |
| 2      | The Rose Cord        |
| 3      | A gaiola dourada     |
| 4      | O mundo quebrado     |
| 5      | O trono da obsidiana |